# Kaloša
Kaloša (hongrois : Kálosa) est un village de Slovaquie situé dans la région de Banská Bystrica.

## Histoire
La première mention écrite du village date de 1247.
La localité fut annexée par la Hongrie après le premier arbitrage de Vienne le 2 novembre 1938. À la libération, la commune a été réintégrée dans la Tchécoslovaquie reconstituée.
Le hameau de Nižná Kaloša était une commune autonome en 1938. Il comptait 675 habitants en 1938 dont 6 juifs. Elle faisait partie du district de Tornaľa (hongrois : Tornaljai járás). Le nom de la localité avant la Seconde Guerre mondiale était Nižnia Káloša/Alsó-Kálosa. Durant la période 1938 -1945, le nom hongrois Alsókálosa était d'usage.
Le hameau de Vyšná Kaloša était une commune autonome en 1938. Il comptait 123 habitants en 1938 Elle faisait partie du district de Tornaľa (hongrois : Tornaljai járás). Le nom de la localité avant la Seconde Guerre mondiale était Vyšnia Káloša/Felső-Kálosa. Durant la période 1938 -1945, le nom hongrois Felsőkálosa était d'usage.

## Démographie

### Évolution de la population
| Année:               | 1994. | 2004.    | 2014.    | 2024.   |
| -------------------- | ----- | -------- | -------- | ------- |
| Nombre de personnes: | 610   | 683      | 776      | 815     |
| Différence:          |       | +11,96 % | +13,61 % | +5,02 % |

| Année:               | 2023. | 2024.   |
| -------------------- | ----- | ------- |
| Nombre de personnes: | 812   | 815     |
| Différence:          |       | +0,36 % |